# 아에로포스 2세

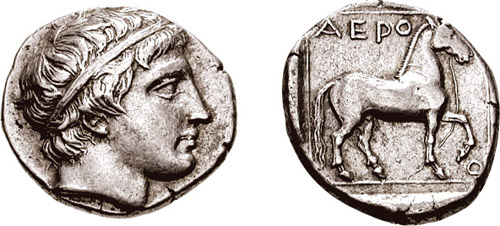

아에로포스 2세는 마케도니아 왕국의 왕으로 오레스테스의 경호원이었으며 아르켈라오스 1세의 왕자였다. 그는 4년간 재위(기원전 399년 ~ 기원전 395년)하였다.
첫 4년은 오레스테스와 공동으로 다스리고 마지막 1년만 혼자 다스렸다. 왕자 파우사니아스가 그의 자리를 계승하였지만, 마케도니아 일대가 심각한 혼란에 휩싸여 기원전 394년까지 1년동안 2명의 왕이 번갈아 교체되었다.